# Zao Dao
Zao Dao (xinès simplificat: 早稻, pinyin: Zǎo Dào) (Kaiping, Guangdong, 1990) és una il·lustradora i autora de còmic xinesa.
Nascuda a una xicoteta vila als afores de Kaiping, la seua formació és autodidacta. Les úniques influències que hi havia al seu abast eren l'adaptació al còmic de la sèrie d'animació Hulu Xiongdi, i els lianhuanhua de la biblioteca municipal, es que es trobava abandonada ja que els vilatans creien que es trobava encantada. Els seus pares animaven l'afició comprant llibres sobre art xinés clàssic.
A principis de la dècada del 2010, va rebre classes a l'escola d'art de Guangzhou, però no va rebre mai el diploma. La consolidació com artista li vindria gràcies a Weibo, on anava publicant els dibuixos que feia.
En aquell moment, les seues influències s'amplien. Coneix el mestre Dai Dunbang, i les influències més clàssiques s'entremesclen amb les del manga.
El juliol del 2015 publica el seu primer llibre, Cançó de Sylvan, amb 4.000 exemplars venuts el primer dia i que al setembre es traduiria al francés.